# Psychoda spinacia
Psychoda spinacia és una espècie d'insecte dípter pertanyent a la família dels psicòdids.

## Descripció
- La femella fa 0,75-0,90 mm de llargària a les antenes (0,92-1,05 en el cas del mascle), mentre que les ales li mesuren 1,35-1,69 de longitud (1,27-1,52 en el mascle) i 0,50-0,72 d'amplada (0,50-0,67 en el mascle).
- Les antenes presenten 16 segments.[2]

## Distribució geogràfica
Es troba a Papua Nova Guinea.

## Observacions
El seu parent més proper és Psychoda echinata, del qual es diferencia per les característiques genitals.